# Силин, Василий Николаевич
Василий Николаевич Силин (27 сентября 1918 — 26 апреля 2004) — художник. В разные годы проживал в городах Липецк, Бендеры. Был директором Республиканского музея в Молдавии, создавал отделение художников СССР в Бендерах.

## Биография
Василий Силин родился в небольшом поселке Абрамовка Воронежской области. После раскулачивания семья переселилась в город Эртиль, микрорайон Соколовка, здесь прошли детство и юность Василия.
Из воспоминаний: «Самой лучшей школой были для меня Сушка, Соколовка (микрорайоны Эртиля — прим.) и люди добрые, а воспроизведение самого дорогого в художественных образах — лучшее для творческой личности».
Художественные способности проявились ещё в детстве, но рисунки тех лет не сохранились. Работы-воспоминания о детстве и юности представлены в Эртильском краеведческом музее. Среди них: «Поминовение усопших», «Туман (Соколовский пруд)», «Ручеек старого парка», «Милая саманка», «Соколовский куст», «Старый парк. Танцплощадка.», «Раздумья природы».
Василий Силин закончил Пензенское художественное училище и художественный институт им. И. Е. Репина.
После окончания учебы работал школьным учителем рисования, но в мае 1939 года его уволили за опоздание на 10 минут.
В 1941 году Василий Силин отправляется в армию. Войны ещё не было, но все уже знали, что она неизбежна. Из воспоминаний того времени, прощание с отцом на станции Оборона (Мордово):
— Отец меня на прощание крепко-крепко обнял и негромко произнес: «Ты, сынок, гляди, не отказывайся ни от какой работы. Армейская служба — это сейчас твоя работа. Тяжелая работа…».
Отец Василия проводил на фронт ещё двоих сыновей и дочь, а сам слег и вскоре скончался от тоски и душевной боли. В сентябре 1941 года Василий приезжал в краткосрочный отпуск домой, но отца уже не было в живых. После отпуска — сразу на фронт, где разворачивалась битва за Москву.
В боях попал в окружение, его схватили фашисты, но помог случай, и Василий вырвался из окружения. Пробирался окольными путями к линии фронта. На опушке леса, лежавшего навзничь, с заброшенными за голову руками, почти безжизненного Василия Силина нашли бойцы кавалерийского корпуса генерала Льва Доватора.
На фронте чуть не потерял зрение. «Неужели полная слепота? Господи, как же я буду рисовать?!» — задавался вопросом Василий, лежа в госпитале. Зрение, спустя какое-то время, восстановилось. В госпитале за раненными помогала ухаживать девушка Лена, впоследствии ставшая женой Василия Силина. Зрение восстановилось. Через много после женитьбы Василий Силин написал картину «Портрет жены».
Картины фронтовой памяти: «Воспоминание», «Нас осталось только трое», «Разведка Л. М. Доватора», «Нам дороги эти позабыть нельзя», «Маршал Жуков».
Из воспоминаний: «Помню, когда услышал в исполнении Людмилы Зыкиной песню „Растет в Волгограде березка“, я не мог сдержаться, и слезы сами собой выступили на глазах.» Уже после войны Василий Силин ездил в Волгоград. Под впечатлением песни и поездки была написана картина «Растет в Волгограде березка». Сюжет картины прост: на фоне силуэта скульптуры «Родина-мать» трепещущая на ветру березка, которую в память о четверых погибших братьях посадил уцелевший в боях Федор Рыкунов.
В послевоенные годы картины художника насыщены многоцветьем красок. Картина «Голубь — символ мира» была отмечена на республиканской выставке в Молдавии первой премией. К гораздо поздней работе послевоенного времени относится картина «Цветы ветеранам».
После войны со всем семейством перебрался в город Эртиль, где работал заведующим районным отделом культуры. За самостоятельность, свою точку зрения не пришелся по вкусу первому секретарю райкома партии и был уволен.
Последние годы жизни провел в городе Липецк. Василий Силин в старости начал терять зрение (сказались военные годы), но писать картины не бросил. Он подарил 47 полотен Эртильскому краеведческому музею.
Скончался 26 апреля 2004 года в Липецке. Похоронен на кладбище Трубного завода.

## Работы
Представленные работы находятся в Эртильском Краеведческом музее